# San Andrés y Sauces
San Andrés y Sauces település Spanyolországban, Santa Cruz de Tenerife tartományban. San Andrés y Sauces Barlovento, El Paso és Puntallana községekkel határos. Lakosainak száma 4296 fő (2024).

## Népesség
A település népessége az elmúlt években az alábbi módon változott:
| Lakosok száma | 5263 | 5012 | 4975 | 4884 | 4637 | 4378 | 4135 | 4141 | 4170 | 4296 |
|               | 2001 | 2004 | 2007 | 2009 | 2012 | 2014 | 2017 | 2019 | 2022 | 2024 |